# Uniwersytecki Szpital Kliniczny nr 2 im. WAM w Łodzi – Centralny Szpital Weteranów
SPZOZ Uniwersytecki Szpital Kliniczny nr 2 im. Wojskowej Akademii Medycznej Uniwersytetu Medycznego w Łodzi – Centralny Szpital Weteranów – szpital wybudowany w 1937 w Łodzi, którego działalność i tradycje są związane z działalnością wojskowej służby zdrowia, obecnie stanowiąc bazę dydaktyczną m.in. dla nauki studentów Wydziału Wojskowo-Lekarskiego Uniwersytetu Medycznego w Łodzi i szkolenia lekarzy wojskowych w ramach Centrum Szkolenia Wojskowych Służb Medycznych w Łodzi.

## Dzieje szpitala
do 1918
Na terenie dzisiejszego Szpitala Klinicznego im. WAM, pomiędzy ul. Łąkową 26 i ówczesną ul. Pańską 115 (obecnie S. Żeromskiego 113) mieścił się szpital Rosyjskiego Czerwonego Krzyża dla robotników fabrycznych. Został wybudowany w 1897 ze składek właścicieli mniejszych łódzkich fabryk i zakładów. Był on przeznaczony dla licznych robotników zatrudnionych w niedużych zakładach produkcyjnych, których właściciele nie byli w stanie wybudować dużych szpitali przyfabrycznych, na jakie zdobyli się najwięksi łódzcy przemysłowcy (oprócz szpitali wyznaniowych, był to wówczas dominujący model opieki zdrowotnej w Łodzi). Stąd też popularnie nazywano go „Szpitalem Fabrycznym”. Składał się on z pięciu jednopiętrowych pawilonów i był bardzo skromnie wyposażony. W czasie I wojny światowej szpital został przejęty przez niemieckie władze wojskowe.
1918–1939
Po odzyskaniu niepodległości przez Polskę w 1918 szpital przejęło Wojsko Polskie, które ulokowało w nim szpital garnizonowy.

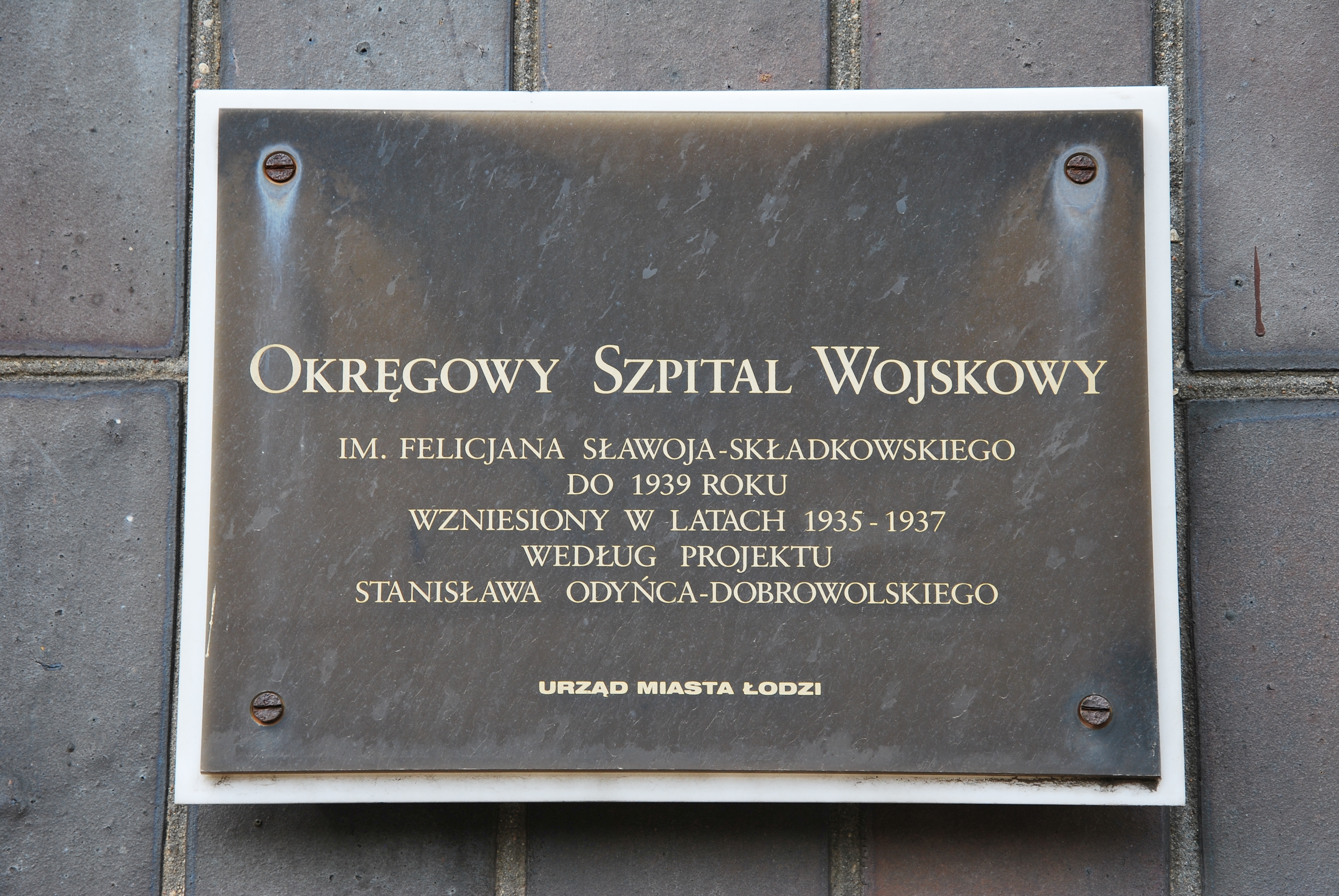
Tablica pamiątkowa Wojskowego Szpitala Okręgowego

Pierwszym jego komendantem był kpt. dr Stanisław Więckowski – późniejszy działacz społeczny. Szpital ten okazał się niewystarczający w okresie wojny polsko-bolszewickiej w 1920. W Łodzi rozwinięto ok. 1000 łóżek dla rannych i chorych, m.in. budując na jego terenie dodatkowe baraki i anektując dla potrzeb wojska inne szpitale w Łodzi. Od tego czasu sprawa budowy dużego, nowoczesnego szpitala wojskowego w Łodzi stale powracała, jako jedna z koniecznych inwestycji. Wynikało to z faktu, że w okresie międzywojennym Łódź była dużym garnizonem wojskowym. Po ukształtowaniu się administracji wojskowej II Rzeczypospolitej w 1921 w mieście tym mieściło się Dowództwo Okręgu Korpusu Nr IV (DOK IV) oraz koszary kilku dużych jednostek wojskowych (28, 30 i 31 pułku piechoty, 10 pułku artylerii polowej, 4 pułku artylerii ciężkiej i innych), z których sformowano Armię „Łódź”, biorącą udział w Wojnie Obronnej 1939.
Konieczne fundusze na budowę szpitala zostały zatwierdzone w 1934. Dużą ich część stanowiły składki i dary, zwłaszcza od osób wojskowych. W rok później rozstrzygnięto konkurs na projekt, który wygrał warszawski architekt Stanisław Odyniec-Dobrowolski i rozpoczęto budowę, po wyburzeniu pawilonów dawnego szpitala z czasów zaboru rosyjskiego. Uroczyste otwarcie i oddanie do użytku nastąpiło 18 września 1937, a szpital nazwano IV Szpitalem Okręgowym im. gen. dyw. dra med. Felicjana Sławoja Składkowskiego. 
W uroczystości nie uczestniczył (mimo zaproszenia) gen. Składkowski – kpt. Kazimierz Czyhiryn odczytał jedynie jego depeszę, natomiast ze znamienitszych gości przybyli: gen. bryg. Aleksander Litwinowicz – II wiceminister spraw wojskowych; szef Administracji Armii, gen. bryg. Stanisław Rouppert – szef departamentu w ministerstwie spraw wojskowych, przew. Komisji Lekarskiej Rady Naukowej Wychowania Fizycznego, czł. Międzynarodowego Komitetu Olimpijskiego, biskup polowy Józef Gawlina, Stanisław Gall – bp pomocniczy warszawski, gen. Władysław Langner – d-ca DOK IV, bp Włodzimierz Jasiński – ordynariusz diecezji łódzkiej, Mikołaj Godlewski – prezydent Łodzi i Stefan Wendorff – wicewojewoda łódzki.
Komendantem szpitala został mianowany płk Michałowski.
W chwili otwarcia szpital był nowocześniejszym i największym obiektem tego typu w Polsce oraz drugim w Europie, a koszt jego budowy i wyposażenia sięgnął 3,5 mln zł. Dysponował w tym czasie 400 łóżkami. Posiadał oddziały: internistyczny i chorób zakaźnych (80+20 łóżek), chirurgiczny (100 łóżek), ginekologiczno-położniczy (50 łóżek), neurologiczny (35 łóżek), psychiatryczny (24 łóżka), laryngologiczny (50 łóżek) i oczny (50 łóżek). Mieściły się tam duża apteka, pracownie rentgenologiczna, bakteriologiczna i analityczna oraz przychodnia dentystyczna. Szpitalowi podlegał także 100 łóżkowy oddział skórno-wenerologiczny mieszczący się przy ul. Łomżyńskiej. W obliczu zagrożenia wojennego w 1939 zwiększono liczbę łóżek w oddziałach szpitala oraz zbudowano kilkudziesięciometrową, jednotorową bocznicę tramwajową na jego dziedziniec, której fragment torów zachował się pod asfaltem w bramie. 
Na początku kampanii wrześniowej 1939 część personelu została skierowana do organizacji szpitali polowych.
1939–1945
Po zajęciu Łodzi przez wojska niemieckie, szpital został przejęty przez Wehrmacht. Polski personel medyczny oraz hospitalizowani polscy żołnierze zostali przetransportowani do sąsiadujących budynków szkolnych przy ul. Pańskiej 115 (ob. ul. S. Żeromskiego), a następnie do obozu jenieckiego w Ostrzeszowie. Jednak jeszcze przez kilka pierwszych miesięcy 1940 niemieccy lekarze wojskowi leczyli w nim niewielką liczbę wymagających opieki jeńców polskich. Do stycznia 1945 szpital funkcjonował jako niemiecki wojskowy szpital rezerwowy (Reservelazarett). W czasie wojny szpital nie ucierpiał istotnie pod względem technicznym (Niemcy wywieźli jedynie urządzenia klimatyzacyjne).
1945–1989
W pierwszej połowie 1945 szpital został przejęty przez Armię Czerwoną i pełnił zadania ewakuacyjnego dla jednostek frontowych. Radzieckim komendantem szpitala był mjr Fiodor Dubrowin. Po przejęciu szpitala od wojsk radzieckich przez polskie władze wojskowe, pierwszym polskim komendantem szpitala został ppłk dr med. Kajetan Pietraszkiewicz, a wkrótce potem ppłk Konrad Szpilman. Szpital pełnił zadania wojskowego Szpitala Okręgowego, a od jesieni 1946 Szpitala Klinicznego Centrum Wyszkolenia Sanitarnego. Nazwa wynikała z faktu, że stanowił on zaplecze dla szkolenia słuchaczy Oficerskiej Szkoły Instruktorów Sanitarnych i Podoficerów Sanitarnych. W szpitalu zorganizowano nowe pracownie i placówki potrzebne do prowadzenia działalności leczniczej oraz realizacji zadań dydaktycznych i naukowych (np. pracownię anatomopatologiczną – 1947, Centralne Laboratorium Sanitarno-Epidemiologiczne – 1947, oddział urologiczny – 1948, oddział urazowy – 1950, oddział neurochirurgiczny – 1951). Przez szpital przewijało się wielu polskich lekarzy, późniejszych profesorów uczelni medycznych. W 1952 obroniono pierwszą rozprawę habilitacyjną.

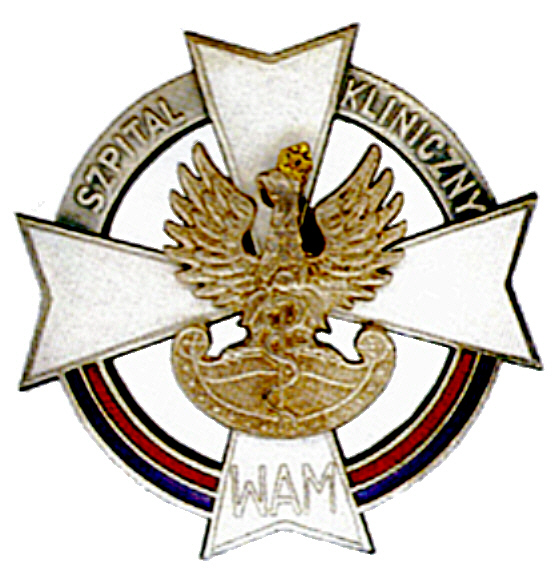
Oznaka wojskowa Szpitala Klinicznego Wojskowej Akademii Medycznej z 1992

Szpital stopniowo rozwijał się jako ważna placówka naukowa i kliniczna, zwłaszcza po utworzeniu w 1958 Wojskowej Akademii Medycznej, kiedy został przemianowany na I Centralny Szpital Kliniczny WAM, jeden z dwóch szpitali klinicznych ówczesnej wojskowej uczelni (drugi znajdował się w Warszawie). W szpitalu wprowadzano wiele nowoczesnych metod leczenia (zwłaszcza w dziedzinach zabiegowych), często jako w jednym z pierwszych ośrodków krajowych. M.in. w tym szpitalu w 1961 otwarto trzeci w kraju ośrodek dializacyjny wyposażony w sztuczną nerkę, 16 października 1964 płk prof. Jan Pruszyński z zespołem przeprowadzili pomyślnie pierwszą w Polsce operację wszczepienia sztucznej zastawki dwudzielnej do serca, a w 1965 sztucznej zastawki aortalnej, w 1995 wprowadzono litotrypsję ultradźwiękową do leczenia kamicy dróg moczowych, wprowadzano nowoczesne metody badań obrazowych (m.in. dr Jerzy Zarzycki w 1969 jako pierwszy w Polsce sfilmował i zaprezentował ruch zastawek serca w obrazie ultrasonograficznym), itp.
po 1989
Po likwidacji w 2002 Wojskowej Akademii Medycznej i połączeniu jej z Akademią Medyczną (powstał Uniwersytet Medyczny w Łodzi), szpital zmienił nazwę na Uniwersytecki Szpital Kliniczny nr 2 im. Wojskowej Akademii Medycznej w Łodzi. W 2005 w oparciu o tradycje i doświadczenie wojskowo-medyczne kadry szpitala, oraz na podstawie odpowiednich decyzji ministerialnych i uchwały Senatu RP, zaczął on pełnić funkcję Centralnego Szpitala Weteranów, specjalizującego się w leczeniu kombatantów i weteranów II wojny światowej oraz osób poszkodowanych w konfliktach zbrojnych, misjach pokojowych i stabilizacyjnych.

## Budynek szpitala
Szpital pod względem architektonicznym i technicznym stanowi dzieło modernistycznej polskiej architektury lat międzywojennych. Długi na 200 m, czteropiętrowy budynek o całkowitej kubaturze 70 tys. m³, rozciągnięty wzdłuż ulicy w osi północ-południe, został urozmaicony uskokiem w połowie długości oraz obniżeniem jego części północnej, oddzielonej od reszty budynku zgrabnie wkomponowanym aneksem bramy głównej. Do 2001 elewacja budynku pokryta była pięknym piaskowcem (niestety obecnie zakrytym ociepleniem styropianowym), przedzielonym w okolicy wejścia wykładziną z ciemnej cegły klinkierowej. Dzięki tym środkom złamana została monotonia długiej elewacji frontowej od strony wschodniej, przylegającej do ulicy. Od strony zachodniej z budynku głównego odchodzą trzy krótkie, prostopadłe skrzydła mieszczące pomieszczenia przychodni, administracyjne oraz sale dydaktyczne, świetlice i werandy dla chorych sąsiadujące z dziedzińcem i niewielkim parkiem przyszpitalnym. Reprezentacyjny hall główny szpitala jest wyłożony wykładzinami z ciemnego marmuru, a w okresie 1937–1939 mieścił w niszy popiersie marszałka Józefa Piłsudskiego. W projekcie jedno z mniejszych skrzydeł budynku mieściło dwa mieszkania dla kadry kierowniczej szpitala. Budynek był bardzo dobrze i nowocześnie wyposażony pod względem technicznym, a wykonanie było wyjątkowo solidne i trwałe (np. stolarkę okienną – zresztą zachowaną w bardzo dobrym stanie – wymieniono dopiero w 2001, a parkiety w niektórych pomieszczeniach istnieją do dziś). Grube mury szpitala zaprojektowano w ten sposób, aby wytrzymały uderzenie pocisku kal. 155 mm, a dach miał wytrzymać wybuch bomby lotniczej. W chwili oddania do użytku zastosowano w nim szereg nowatorskich rozwiązań z zakresu budownictwa szpitalnego. Był on m.in. wyposażony w centralną sterylizatornię z której narzędzia chirurgiczne do czterech bloków chirurgicznych były przewożone windami, miał też centralną klimatyzację, blok kuchenny, pralnię, własną agregatownię awaryjną itp. Do szpitala – w chwili otwarcia położonego poza centrum Łodzi – doprowadzono tuż przed wybuchem II wojny światowej bocznicę tramwajową łączącą go z całą łódzką i podmiejską siecią, m.in. z pobliskim dworcem kolejowym Łódź Kaliska. Jeszcze w latach 60. XX w. można było oglądać odgałęzienie torów tramwajowych prowadzące, przez bramę główną, na teren dziedzińca/parku przyszpitalnego. W razie działań wojennych miało to umożliwić transport rannych tramwajami.
W 1983 na terenie szpitala oddano do użytku trzypiętrowy budynek, zbudowany na planie kwadratu z centralnym patio, mieszczący pierwotnie zakłady diagnostyczne szpitala oraz aulę i inne pomieszczenia dydaktyczne. Obecnie większość jego kubatury zajmuje poliklinika. W dwukondygnacyjnych podziemiach tego budynku mieszczą się: prosektorium, chłodnie, magazyny, zwierzętarnia oraz mikroskop elektronowy zamontowany na tzw. olejowym fundamencie pływającym (niwelującym drgania). Budynek, niezbyt udany pod względem technicznym (zbudowano go w tzw. technologii lipskiej, jako metalową konstrukcję szkieletową, obłożoną lekkimi płytami gipsowo-cementowymi i szklanymi), miał dość interesującą, szklaną elewację. W 2015 r. zakończono termomodernizację i generalny remont tego budynku, na czym znacznie zyskał jego wygląd. W tradycji studenckiej budynek ten był nazywany „Szklaną Pułapką”, ze względu na liczne i trudne kolokwia i egzaminy, jakie studenci medycyny w nim odbywali.

## Obecna organizacja i działalność
W chwili obecnej (połowa 2006) na terenie Uniwersyteckiego Szpitala Klinicznego nr 2 mieszczą się kliniki i zakłady diagnostyczne Wydziału Wojskowo-Lekarskiego i Wydziału Fizjoterapii Uniwersytetu Medycznego w Łodzi. Są to placówki głównie o specjalizacjach zabiegowych: chirurgii, torakochirurgii, ortopedii, traumatologii (w tym chirurgii ręki), neurochirurgii, otolaryngologii, okulistyki oraz urologii. Szpital ma kilkunastołóżkowy oddział intensywnej terapii medycznej. Na terenie szpitala mieszczą się ponadto kliniki o profilu kardiologicznym, internistyczno-nefrologicznym i neurologicznym. Wszystkie kliniki liczą łącznie ok. 290 łóżek. W szpitalu funkcjonują dobrze wyposażone zakłady diagnostyczne: m.in. radiologii i diagnostyki obrazowej, patomorfologii i cytopatologii, analityki medycznej i diagnostyki laboratoryjnej oraz apteka. Częścią organizacyjną szpitala jest duża poliklinika (tzw. lecznictwo otwarte), na bazie której zorganizowano Zakład Medycyny Rodzinnej oraz przychodnię rehabilitacyjną.